# Schülerhandkarte
Die Schülerhandkarte ist ein für Schüler entwickeltes, einzelnes Kartenblatt allgemein-geografischer oder spezieller Thematik, das in der Unterrichtsstunde, in der Hausarbeit, aber auch auf Unterrichtsgängen und Exkursionen als räumliche Orientierungshilfe und Informationsquelle dienen kann.
Das Format sollte aus praktischen Gründen 50 cm in der Länge und Breite nicht überschreiten. Die Schülerhandkarten können einseitig oder doppelseitig kartografisch bedruckt sein; in einigen Fällen wird die Rückseite auch für Text genutzt. Sie können zweidimensional oder dreidimensional, beispielsweise als Reliefkarte oder Anaglyphenkarte, gestaltet sein.
In dem von 1976 bis 1988 in der DDR entwickelten zweiten, neubearbeiteten Kreiskartenwerk waren die Handkarten doppelseitig bedruckt (Vorderseite: Allgemein-geografische Hauptkarte; Rückseite: 4 thematische Nebenkarten). Aus der Hauptkarte, die vorwiegend im schülerfreundlichen Maßstab 1:100.000 vorlag, wurde durch Vergrößerung die entsprechende Einblatt-Wandkarte gewonnen (1 Sektion; umfasste ca. 1 m²). Dieses aus je 178 Titeln bestandene Kreishand- und -wandkartenwerk (PTA und Fachberatung: E.Breetz) war für den Heimatkunde- und den Geographieunterricht bestimmt.
Analog dazu wurde im Zeitraum 1984–1989 – ebenfalls komplett flächendeckend – das Bezirkskartenwerk mit je 15 Titeln für die beiden Unterrichtsfächer entwickelt. Vorlage des Bezirkskartenwerkes waren das
Schülerhandkartenpaar und die EWK vom "Bezirk Potsdam", die 1968/69 in enger Zusammenarbeit zwischen PH Potsdam und dem Kartographischen Dienst Potsdam entwickelt wurden (SHK: "Bezirk Potsdam – Oberflächengestalt" und "Bezirk Potsdam – Wirtschaft"; EWK: "Bez. P. – Obflg.").
Für den Geschichtsunterricht in der DDR gab es zahlreiche Handkartentitel anstelle eines Geschichtsatlasses.
Nach der Wende (1989/90) wurden von mehreren Schulbuchverlagen allgemein-geografische Schülerhandkarten, insbesondere für die neuen Bundesländer, herausgebracht.
Zu den Schülerhandkarten zählen auch die Schülerumrisskarten in Printform.